# Долгоруково (станция)
Долгору́ково — железнодорожная станция на линии Елец — Валуйки Белгородского региона Юго-Восточной железной дороги.
Располагается в селе Долгоруково Долгоруковского района Липецкой области.

## История
Станция была возведена в 1897 году по типовому проекту на строящейся железнодорожной линии Елец — Касторное, в селе Братовщина. Название Долгоруково станция получила по фамилии бывших владельцев села; вскоре и за селом закрепилось название Долгоруково.
Рядом со станцией построены водонапорная башня для заправки паровозов, погрузочно-разгрузочная площадка и дома для работников станции. 1 октября 1897 года станция начала свою работу. В конце XIX — начале XX веков главным назначением станции стал вывоз хлеба из окрестных поместий.

## Современность
В настоящее время на станции делают свою остановку пассажирские поезда дальнего следования Донецк — Москва, а также пригородные поезда Елец — Касторное.
Через станцию проходит обмен грузов между восточной Украиной и центром европейской части России.
Расписание пассажирских поездов станции Долгоруково
| №     | Станция отправления | Станция назначения | Режим движения | Время прибытия | Время стоянки | Время отправления |
| ----- | ------------------- | ------------------ | -------------- | -------------- | ------------- | ----------------- |
| 011Г  | Москва Павелецкая   | Луганск            | Особый         | 03:42          | 00:01         | 03:43             |
| 011Д  | Луганск             | Москва Павелецкая  | Особый         | 05:57          | 00:02         | 05:59             |
| 337М  | Москва Павелецкая   | Донецк             | Ежедневно      | 06:09          | 00:04         | 06:13             |
| 338ДО | Донецк              | Москва Павелецкая  | Ежедневно      | 06:53          | 00:01         | 06:54             |